# Odeon 24
Odeon 24 è un'emittente televisiva privata italiana a diffusione interregionale. Dal 2014 è gestita dal Gruppo Sciscione.
Dalla fondazione nel 1987 fino al 2014, con la denominazione Odeon TV, fu una delle syndication televisive italiane più diffuse su tutto il territorio nazionale.

## Storia

### Nascita e prima gestione
Odeon TV nasce come syndication, in seguito allo scioglimento di Euro TV, per iniziativa di Calisto Tanzi, presidente di Parmalat, e Vincenzo Romagnoli, azionista di maggioranza del Gruppo Acqua Marcia, con l'obiettivo di inserirsi nel sistema televisivo italiano, allora dominato dal duopolio Rai - Fininvest, con un investimento triennale di 250 miliardi di lire. Alla nascita del nuovo circuito televisivo contribuì anche Marco Bassetti, già collaboratore di Rete 4 all'epoca della gestione Mondadori. L'emittente capofila era la milanese Telereporter, e il circuito si fondava su 20 emittenti locali.
Le trasmissioni vengono inaugurate il 6 settembre 1987 alle ore 13:30 con la trasmissione del film La statua. La sera del giorno dopo va in onda un gran galà presentato da Paolo Villaggio e Roberta Termali a Monte Carlo con la presenza di numerosi ospiti internazionali tra cui Joan Collins e Dionne Warwick. Per far competere la rete con i colossi televisivi, la direzione del palinsesto viene affidata a Lillo Tombolini, direttore generale della Titanus e della nuova rete, affiancato da Carlo Vetrugno, che costruisce una programmazione generalista con otto ore di trasmissioni nazionali al giorno, lasciando fasce di autonomia alle emittenti locali appartenenti al consorzio.
Nonostante le ambizioni dell'editore Tanzi, rimasto unico azionista dopo l'uscita del gruppo Acqua Marcia, Odeon TV stenta a decollare, perché il fatto di non trasmettere in contemporanea in tutta Italia e di non disporre di un network integrato come quello della Fininvest impedisce alcun consolidamento economico e nel 1989 si registrano 100 miliardi di lire di debiti, gravanti sulle tre società del gruppo: Odeon Programmi, Odeon Network e Odeon Pubblicità. La rete avvia una causa legale contro la Fininvest denunciando una serie di illeciti e abusi utilizzati per premere su alcune emittenti dell'ex circuito Euro TV, che era stato assorbito un po' da Odeon TV e un po' da Italia 7, la syndication concorrente (lanciata appena un mese dopo Odeon TV) alla quale la Fininvest garantisce la raccolta pubblicitaria (attraverso la controllata Publitalia '80) e la produzione dei programmi televisivi su essa in onda. La Fininvest cerca di contrapporsi all'eventualità di un successo commerciale di Odeon TV in vari modi: allo scopo acquista più di 1000 film e 73 serie televisive per un totale di 5000 ore di trasmissione, dal distributore Vittorio Balini, accaparrandosi così i diritti di molti titoli di successo.

### GestioneSaseae fallimento
Dopo alcune vicissitudini, nel settembre 1989 Tanzi cede la maggioranza di Odeon TV inizialmente alla holding Pathé Communications, legata a Giancarlo Parretti e alla Sasea del finanziere Florio Fiorini, e poi definitivamente alla Sasea. Odeon TV va in amministrazione controllata e viene previsto per essa un piano di rilancio; fra l'altro, il circuito si espande con l'ingresso delle emittenti locali RTV 38 e Triveneta, acquisite momentaneamente dalla Pathé.
Tuttavia già dopo pochi mesi le società del gruppo Odeon sono in difficoltà finanziarie e a luglio 1990 vengono dichiarate fallite. Nel 1992 andrà in fallimento anche la stessa Sasea, tuttavia il prezzo pagato viene giudicato troppo alto dal tribunale di Milano, che accusa Tanzi di concorso in bancarotta della Sasea.

### GestioneTivuItalia-RTA
Dopo una lunga procedura fallimentare, nel settembre 1991 Odeon TV viene acquisita da Angelo Samperi, già titolare della syndication TivuItalia. In seguito alla legge Mammì, che dispone la regolamentazione del sistema radiotelevisivo italiano, nel 1992 Odeon TV non viene inserita nella lista delle emittenti aventi concessione a trasmettere come network su scala nazionale: tuttavia viene comunicato, con un messaggio in onda sul circuito, che "il gruppo Odeon/Tivuitalia" (così definito) continuerà le proprie trasmissioni con la modalità della syndication.
Nel settembre 1993 nasce il "polo" RTA (acronimo di Reti Televisive Associate), composto, oltre che da Odeon, da TivuItalia e Cinquestelle (quest'ultimo un circuito indipendente edito da Francesco Grandinetti), con l'intento di proporre un'alternativa ai colossi televisivi dominanti Rai, Fininvest e TMC, attraverso l'integrazione nella gestione e nella programmazione dei tre circuiti del nuovo gruppo. Partecipa all'iniziativa anche la società WBSD, rappresentante della Warner Bros. in Italia, che fornisce il suo catalogo di film e telefilm; la stessa società tuttavia nel 1994 preferisce stringere un accordo di esclusiva con il circuito Italia 7 (che sarà però dissolto dopo un breve periodo). Il progetto cessa nel 2000.

### GestioneProfit
Dal 1º ottobre 2000 è il gruppo Profit di Raimondo Lagostena Bassi, già proprietario di Telecampione, a rilevare il circuito, con Telereporter, capofila della syndication, e TivuItalia, dorsale d'interconnessione nazionale; contemporaneamente egli acquisisce anche la syndication per ragazzi Junior TV, che poi viene chiusa ed usata per potenziare Odeon. Dal settembre 2003 Odeon TV inizia a trasmettere anche via satellite su una propria frequenza 24 ore al giorno, con il nome "Odeon Sat", superando per la prima volta i limiti della ripetizione terrestre: nonostante ciò, la rete satellitare non si stacca dal palinsesto della tradizionale syndication, e durante gli orari del collegamento trasmette la programmazione che le emittenti locali ripetono in simultanea; durante le ore in cui le trasmissioni della syndication sono in pausa, la frequenza satellitare - in genere - veniva occupata solo da televendite, rubriche di cartomanzia, del lotto e durante la fascia notturna da servizi telefonici erotici e talvolta senza il logo del circuito in sovrimpressione.
Nel 2006 diventa direttore di rete Riccardo Pasini, che riesce ad attrarre personaggi noti come Lamberto Sposini, Irene Pivetti e Silvana Giacobini. Sorpassato il modello della syndication, il 1º gennaio 2007 Odeon cambia nome in Odeon 24, una televisione multi-piattaforma attiva 24 ore al giorno, caratterizzata da una forte identità editoriale come televisione generalista d'approfondimento.
Molti programmi dell'emittente sono prodotti interamente dalla stessa Profit, cosa che rende Odeon TV l'unica rete nazionale italiana con oltre il 90% del palinsesto made in Italy e autoprodotto. Tra le produzioni principali, Venerabile Italia, ideata e condotta da Lucia Leonessi, a cui segue Stelle d'Italia. Suscita grande scalpore la scelta dell'emittente di affidare il programma Venerabile Italia a Licio Gelli, che lo conduce a partire dal 3 novembre 2008.
Odeon contemporaneamente sbarca anche su Internet con una web TV gratuita, diventando la prima emittente commerciale italiana in chiaro ad aver realizzato programmi utilizzando contenuti user-generated. Dal gennaio 2008 Sky Italia inserisce Odeon nella sua offerta per un breve periodo. Infine, durante il passaggio dall'analogico al digitale terrestre, la programmazione integrale di Odeon 24 inizia ad essere trasmessa anche sulla televisione terrestre, attraverso un gruppo interregionale di multiplex dalla composizione simile e intestati a Telecampione (emittente di proprietà Profit) e su alcune altre frequenze locali: la copertura si rivela però insufficiente in molte aree. Sul digitale terrestre, a Odeon viene attribuita la numerazione automatica (LCN) 177, di carattere "interregionale", mantenuta fino al 2022.
Nel 2009 il gruppo Profit entra in crisi: le prospettive dell'editore iniziarono a peggiorare rapidamente a causa del calo degli ascolti e dei ricavi pubblicitari, degli investimenti da sostenere per lo sbarco sul digitale terrestre e delle difficoltà giudiziarie dell'editore Lagostena, arrestato nel 2009 con l'accusa di aver pagato una tangente all'assessore regionale lombardo Piergianni Prosperini. Il gruppo, dal 2009 al 2012, passa da 250 a 97 dipendenti. Nel marzo 2012 Profit, in occasione della cessione dei canali UHF 61-69 agli operatori di telefonia mobile, restituisce al Ministero dello sviluppo economico alcune frequenze del mux Telecampione in cambio di un indennizzo di 22 milioni di euro, ed infine a luglio 2012 il Tribunale di Milano emana una sentenza di fallimento nei confronti della Profit S.p.A., società capofila del gruppo. A settembre il gruppo Profit cede alla cremonese Primarete il ramo d'azienda che comprende il marchio Telereporter Shopping, le relative autorizzazioni e soprattutto l'ambito canale 13 del digitale terrestre in Lombardia; inoltre, la liberazione delle frequenze cedute riduce in breve tempo la copertura dei mux di Telecampione alle sole Liguria, Toscana, Umbria e provincia di Viterbo. Il gruppo Profit mantiene per sé la proprietà di Telecampione, di Odeon e della pay TV Nitegate, che vanno in affitto su mux locali o di altri editori per rimanere ricevibili in tutta Italia: nel caso di Odeon, si sceglie il mux Retecapri Alpha. Buona parte dei dipendenti rimasti a Profit vanno in cassa integrazione.
A seguito di questa riduzione delle attività e dell'organico, nel 2013 Odeon 24 diventa principalmente un canale di televendite, tranne che nelle fasce di maggior ascolto, in cui vanno in onda programmi completamente autoprodotti. A partire da marzo 2013 si aggiungono al palinsesto, in orario serale o mattutino, anche dei cartoni animati nel contenitore Contactoons, il quale tuttavia verrà cancellato in meno di un anno. Il 1º giugno 2013 Odeon 24 cessa ufficialmente le trasmissioni via satellite, diventando visibile solo a livello terrestre (e sul satellite di servizio usato per queste ripetizioni).
Dall'aprile 2014 per un breve periodo Odeon 24 varia la grafica, ed il logo a schermo inizia ad alternarsi fra cinque variabili a seconda del tipo del programma trasmesso, ma dall'estate dello stesso anno vengono abbandonati e poi chiusi il sito e la pagina Facebook.

### Gestione Gold TV
Nel settembre 2014 Odeon TV passa sotto la gestione di Gold TV, società appartenente al Gruppo Sciscione che poi da novembre raggiunge la proprietà definitiva dell'emittente, in occasione della chiusura definitiva del gruppo Profit. Contestualmente viene ripristinato per l'emittente il primo storico logo (poi leggermente modificato in Odeon 24), e la programmazione inizia a comporsi di sole televendite e lotto, tranne in certe serate quando vanno in onda varie rubriche specialmente di carattere sportivo ed alcune emittenti locali continuano ancora a collegarsi a Odeon. Dal 1º gennaio 2018 Odeon 24 trasmette spesso aggiungendo anche il logo "Nuvola61", ricollegandosi al canale sportivo con LCN 61 precedentemente prodotto da Gold TV. Dal 7 agosto al 9 settembre 2018, ogni martedì e domenica alle 23:00 ed ogni giovedì alle 23:30, va in onda il programma culturale toscano Il Caffè della Versiliana.

## Palinsesto
Tra i primi successi si annovera Forza Italia, un programma sportivo condotto da Walter Zenga e Roberta Termali. La rete aveva anche un magazzino di film cinematografici con 280 pellicole proposte in prima visione, oltre che un pacchetto di film della Cannon, ereditato da Euro TV, come ad esempio il film Due cuori, una cappella dì Maurizio Lucidi (1975), con Renato Pozzetto. Nella gestione originaria grande spazio venne dato a serie animate giapponesi, telenovelas e soap opera statunitensi.
Il primo palinsesto della rete prevedeva il programma musicale Jenny 20 21, alle 13,30 con Michael Pergolani, la telenovela argentina Il segreto di Jolanda, con Verónica Castro alle 14, il contenitore di cartoni animati Slurp, l'anno dopo ribattezzato Sugar, con Paola Ajmone Rondo, alle 16:30 e due quiz preserali a partire dalle 19,30. Il primo di questi era la riedizione dello storico quiz di Rete 4 M'ama non m'ama, con Sebastiano Somma e Simona Tagli, il secondo La ruota della fortuna, condotto da Augusto Mondelli e acquistato dal network statunitense CBS, già apparso all'interno del quiz di Canale 5 Pentatlon, condotto da Mike Bongiorno e in seguito ritrasmesso sulla stessa rete con Bongiorno ancora alla conduzione. La programmazione della rete lasciava grande spazio anche allo sport, dal basket al calcio, con l'esclusiva delle partite del Real Madrid e, in prima serata, allo spettacolo di punta Villaggio Party, condotto da Paolo Villaggio.
Tra i telefilm trasmessi in prima visione televisiva, Biancaneve a Beverly Hills, T. and T., Buona fortuna Schimansky e Captain Power. Venivano proposti anche cartoni animati giapponesi, come I Cavalieri dello Zodiaco e telenovelas, come Un uomo due donne, Maria e Ti chiedo perdono, che lanciarono per prime in Italia Grecia Colmenares, Señora e la soap opera statunitense Rituals.
Al 1991 il palinsesto si era ridotto di varietà, concentrandosi su film, cartoni animati e un minor numero di telenovele, telefilm e rubriche. La programmazione durava dalle 13:00 a mezzanotte circa, con pause di mezz'ora alle 19 e (dall'autunno 1992) alle 14 per eventuale programmazione regionale.
Dal 1993 la partecipazione a RTA portò numerosi programmi autoprodotti originali, tra cui la rubrica di mode e tendenze Trend. Fra i programmi trasmessi all'epoca (fino al 1999) su Odeon e Cinquestelle si segnalano i rotocalchi Frame (dedicato alla rappresentazione di estetiche e sottoculture contemporanee) e Fantasy (dedicato all'immaginario fantastico e ai giochi di ruolo) a cura di Gianni Cresci, e i programmi di Match Music, tra cui Territorio italiano.
Barbara D'Urso nel 1995 presentò in prima serata il talk show sentimentale Per amore - Dove porta il sentimento, Wilma De Angelis, reduce da Telemontecarlo, condusse il magazine culinario Wilma e... contorni e Gianfranco Funari, dopo essere stato cacciato sia dalla Rai che da Fininvest, trovò spazio sulla syndication per proporre i programmi Senza bavaglio, L'edicola di Funari e Funari live, divenendo per molti anni uno dei volti principali del circuito. La seconda serata offriva un ciclo di B-movies dal titolo I bruttissimi di Odeon, sorta di parodia de I bellissimi di Retequattro.
Negli anni 2000 Tina Lagostena Bassi condusse la rubrica Tinamite!, mentre Maria Teresa Ruta vi condusse nel 2003 la rubrica di medicina TG Salute. Nel 2004 Odeon TV trasmise il Controfestival di Mantova, organizzato e condotto da Nando dalla Chiesa in contrapposizione al Festival di Sanremo, che fu seguito da 200.000 telespettatori. Luciano Rispoli presentò Tappeto volante, proveniente da TMC (dopo che questa divenne LA7), in diretta in prima serata; Vittorio Sgarbi e alcuni giornalisti, come Vittorio Feltri e Gianfranco Funari tennero sul canale rubriche, come Extra Omnes e Virus. Nunzia Palermo dal 2000 al 2004 ha presentato, ogni domenica pomeriggio, dalle 14:20 alle 16:45, il programma Si balla, programma in cui persone comuni (il pubblico) andavano in studio e ballavano con le orchestre. Tra gli altri programmi dell'emittente, sotto la gestione Profit, furono Rebus, questioni di conoscenza, curata e condotta da Maurizio Decollanz, Basta un poco di zucchero, nelle prime ore del mattino, Iride, il colore dei fatti e Sessolosapessi, intime rivelazioni, format originali della Odeon Factory.

## Diffusione
Odeon 24 è trasmessa prevalentemente come canale autonomo sul digitale terrestre. La syndication, cessata ufficialmente nel 2009, continuava (al 2020) su alcune emittenti locali che ripetevano il segnale di Odeon 24 nella fascia oraria compresa perlopiù fra le 20:00 e le 23:00, e fra queste si annoveravano le piemontesi Videonord e Videonovara.
Dopo la riorganizzazione delle frequenze terrestri, iniziata a novembre 2021 e terminata il 30 giugno 2022, Odeon 24 è visibile su diversi multiplex prevalentemente locali con numerazione LCN variabile:
- mux S.R.T. - UHF 27 per le province di Firenze, Prato e Pistoia - con LCN 111;
- mux Studio 3 - UHF 34 per la provincia di Vibo Valentia - con LCN 112;
- mux Cominvest - UHF 21 per le province di Messina e Reggio Calabria - con LCN 112;
- mux RL Sardegna 1 - UHF 39 per la regione Sardegna - con LCN 18.

Inoltre dal 2022 Odeon 24 è disponibile a livello nazionale in HbbTV a partire dall'emittente CANALE 163 (LCN 163).
Tuttavia, sempre dal refarming delle frequenze terrestri, altri canali locali del gruppo Sciscione trasmettono per tutto il giorno la stessa programmazione di Odeon 24, composta di televendite, programmi di lottologia senza logo di rete e in serata trasmissioni sportive con il logo di Odeon: si tratta inizialmente delle varie versioni di Canale 16 (LCN 14 in Liguria, LCN 15 in Valle d'Aosta, LCN 86 in Abruzzo e Molise) e di T9 (LCN 19 nel Lazio). Fra i canali locali del gruppo Sciscione al di fuori del Lazio, soltanto pochi tra cui Italia 7 Toscana (LCN 19 in Toscana, LCN 81 in Umbria) mantengono una programmazione originale. In seguito alcuni canali locali verranno ceduti ad altri editori, aggiunti, spostati o rinominati.
A febbraio 2023 l'Intesa Media Group S.r.l. - Gold TV S.r.l. ottiene l'autorizzazione all'utilizzo dell'LCN 72 per un consorzio di emittenti locali in 11 delle 18 aree tecniche in cui è suddivisa l'Italia: si tratta di diverse versioni di Odeon 24 in Calabria, Piemonte, Emilia-Romagna e Toscana, due versioni di Italia 7 in Liguria e Umbria, Canale 10 in Toscana, Canale 16 in Abruzzo e Molise e tre versioni di una Live TV in Lazio, Marche e Sicilia. Tuttavia i marchi indicati nell'autorizzazione non corrispondono esattamente a quelli in onda in quel momento in alcune regioni.

### Emittenti affiliate in syndication fino al 2009[31]

#### Piemonte e Valle d'Aosta
- Quadrifoglio TV
- TeleStudio Torino
- Rete 7
- Video Nord
- Videonovara

#### Liguria
- Telenord
- Teleliguria
- Telegenova

#### Lombardia
- Telereporter (capofila della syndication)
- Sei Milano
- Telecampione

#### Veneto
- TVA Vicenza
- Tele Alto Veneto
- Triveneta
- Lady TV
- Teleregione
- Rete Azzurra

#### Trentino-Alto Adige
- Radio Tele Trentino Regionale
- Telecommerciale Alpina
- TVA Televisione delle Alpi

#### Emilia-Romagna
- Telecentro Odeon
- Telesanterno
- Teleducato

#### Toscana
- RTV 38
- Telegranducato
- Canale 10
- Canale 6

#### Umbria
- Umbria TV
- Telecittàoggi
- Rete Oro

#### Lazio
- Teleroma 56
- Tele Roma Europa
- Rete Oro
- Telereporter Roma

#### Marche
- Teleadriatica
- TVA Telecentro

#### Abruzzo
- Telemax
- Telemare
- Teleabruzzo Regionale

#### Molise
- TVI Molise

#### Campania
- Telecapri
- Teleoggi
- Canale 8
- Italia Mia
- Telelibera 63
- Telecapri Sport
- Napoli Canale 21

#### Puglia e Basilicata
- Antenna Sud
- Teleregione Color
- Telereporter Sud

#### Calabria
- Video Calabria
- TeleRadio Sud
- RTC Telecalabria
- Radio Tele International
- Telereporter Sud
- Tele San Marco
- Teleuno
- Video Lamezia 7
- Studio TV Palmi
- Tele Parco Luna

#### Sicilia
- Telereporter Sud
- Video Regione
- Video Siracusa
- Video 66
- Telesicilia color
- Telejonica
- TRM Tele Radio del Mediterraneo
- Telemed 1 (oggi Med 1)
- Televip (oggi Tremedia)
- Teletna
- Antenna Sicilia

#### Sardegna
- Sardegna Uno
- Sardegna 2
- Teleregione Sardegna
- Nova Televisione
- Telereporter Sud

### Diffusione sul digitale terrestre dal 2009 al 2022
Dallo switch-off al digitale terrestre fino al termine della gestione Profit (2014), Odeon 24 era presente all'LCN 177 sui seguenti multiplex:
- Telecampione (Lombardia), eccetto la provincia di Sondrio - UHF 62; spento nel 2012;
- Telecampione (Veneto), eccetto le provincie di Vicenza e Belluno - UHF 62; spento nel 2012;
- Telecampione (Friuli-Venezia Giulia, Piemonte) - UHF 62; spento nel 2012;
- Telecampione (Toscana) - UHF 29 e Canale 10 - UHF 43; spenti nel 2014;
- Telecampione (Umbria, Viterbo) - UHF 43; spento nel 2014;
- Telecampione (Liguria) - UHF 53; spento nel 2014;
- Telecampione (Roma, Rieti, Latina) - UHF 66; spento nel 2012;
- Telegenova (Liguria) - UHF 29; spento nel 2015;
- Telereporter (Lombardia) - UHF 63; spento nel 2012;
- Telereporter Roma (Roma, Latina, Frosinone); ridotto nel 2012 e spento nel 2014.

Dalla dismissione di gran parte dei mux di Telecampione nel novembre 2012, Odeon 24 è stato quasi sempre, a parte il periodo fra marzo 2016 e dicembre 2017, veicolato a livello nazionale dal mux Alpha (Retecapri); a questo si aggiungono, e talvolta sostituiscono, ripetizioni da parte di alcuni mux locali. In particolare, fino al 2022, Odeon 24 è stato ospitato principalmente sui mux:
- Retecapri (a livello nazionale, escluse le carenze di copertura) - UHF 57 o 32;
- Telenova (Lombardia) - UHF 59, fino a settembre 2018;
- TV7 Triveneta (Veneto) - UHF 21;
- TV7 Triveneta (Friuli-Venezia Giulia) - UHF 41, fino a inizio febbraio 2020;
- Rete 7 (Piemonte) - UHF 32;
- Gold TV (Lazio) - UHF 46;
- Italia 7 (Toscana) e Italia 7 (Umbria) - UHF 46, di proprietà di ABC S.r.l. (Gruppo Sciscione), dal 23 ottobre 2018 a marzo 2020.

## Programmi in onda
- A casa loro
- Action
- Andiamo in collegio (in simultanea con Cinquestelle e Tivuitalia)
- Appunti disordinati di viaggio (in precedenza su TMC)
- Barzellette
- Basta un poco di zucchero
- Caffè Italia
- Caccia al 13 (ultime tre edizioni, 1987-1990, prima in onda su Rete 4)
- Cambio di marcia (di Marco Callero)
- Casa FIM
- Come Thelma & Louise (in precedenza su TMC 2)
- Con i piedi per terra
- Con il baffo alla scoperta di...
- Contactoons
- Detto fra noi, condotto da Sheila Capriolo
- Extra Omnes
- Fiori di zucca
- GameTime (poi passato ad AXN Sci-Fi)
- Forza Italia
- Funari Forever
- Funari Late Show
- Funari Live (in simultanea con Cinquestelle e Tivuitalia)
- I bruttissimi di Odeon
- Il caffè della Versiliana
- Il campionato dei campioni
- Il club delle prime donne
- Il sabato del villaggio
- Informatica VideoMagazine
- InTempoReale
- Iride, il colore dei fatti
- Jenny 20 21
- Italia oh!
- L'altra pagina
- L'edicola di Funari
- L'ospite in pasta
- La ruota della fortuna (poi passato a Canale 5)
- La storia siamo io
- La spesa di Wilma (in simultanea con Cinquestelle)
- Liguria Selection
- Lotto in salotto, programma sulle estrazioni del lotto in diretta, condotto da Sheila Capriolo
- M'ama non m'ama (prima in onda su Rete 4, poi passato a Italia 7)
- Missione relitti
- Money
- Nuvola61 (programmi sportivi)
- Paddock, uomini e corse
- Per amore - Dove porta il sentimento
- Rebus, questioni di conoscenza
- Rondò, condotto da Sheila Capriolo
- Safe Drive
- Senza bavaglio
- Sessolosapessi - Intime rivelazioni
- Sexy Boxy
- Slurp (poi ribattezzato Sugar)
- Stasera c'è Funari
- Stelle d'Italia
- Superbike TV
- Tappeto volante (in precedenza su TMC, poi passato su RaiSat Album)
- Tè per due (in simultanea con Cinquestelle e Tivuitalia)
- Telemeno
- Tengo famiglia
- Tinamite! (poi ribattezzato Tinamite... il caso)
- TG Rosa
- TG Salute
- Una notte all'Odeon
- USA Today (poi passato a Italia 7)
- Venerabile Italia
- Virus
- Villaggio Party
- Wilma e... contorni (in simultanea con Cinquestelle)
- WWW, condotto da Sheila Capriolo

### Cartoni animati
- Capitan Gorilla
- Dino Riders
- Fantazoo
- G.I. Joe: A Real American Hero
- Gli Orsetti del Cuore
- I Cavalieri dello zodiaco (primi 52 episodi)
- I piccoli maghi
- Il mio amico Guz
- Jayce il cavaliere dello spazio
- Kate e Julie
- L'allegro mondo di Talpilandia
- Le famiglie Silvane
- Lo scrigno magico
- M.A.S.K.
- My Pet Monster
- RoboCop
- Sam il pompiere (col titolo Firesam)[32]
- SuperLamù
- SuperTed

### Telefilm e sitcom
- Biancaneve a Beverly Hills
- Buona fortuna Schimansky
- Capitan Power e i combattenti del futuro
- Il supermercato più pazzo del mondo
- La mamma è sempre la mamma (incompleto)
- T. and T.
- Un salto nel buio

### Telenovelas e soap opera
- Amore proibito
- Il segreto di Jolanda
- Maria
- Pasiones - La nuova storia di Maria
- Rituals
- Señora (incompleto)
- Un uomo due donne

## Annunciatrici
Anche Odeon 24 (all'epoca chiamata ancora Odeon TV), sulla falsariga dei network televisivi nazionali principali, ebbe le sue signorine buonasera: la prima fu Didi Leoni, attiva per il biennio 1987-1988, in seguito divenuta giornalista e conduttrice del TG5; nel 1988 venne sostituita da Paola Rota, che mantenne il ruolo fino al 1991 (la Rota approderà alcuni anni dopo su TMC, sempre in veste d'annunciatrice); dopodiché, dopo il primo fallimento del circuito, dal 1991 la syndication non ebbe più una sua annunciatrice fino al 1995, anno in cui tale ruolo venne ripristinato con Roberta Ghinazzi, in precedenza nota per essere stata una delle ragazze di Non è la Rai, rimasta in attività fino al 1997, anno in cui la syndication rinunciò definitivamente a tale figura.

## Ascolti
|      | Gennaio | Febbraio | Marzo | Aprile | Maggio | Giugno | Luglio | Agosto | Settembre | Ottobre | Novembre | Dicembre |
| ---- | ------- | -------- | ----- | ------ | ------ | ------ | ------ | ------ | --------- | ------- | -------- | -------- |
| 2011 | 0,02%   | 0,03%    | 0,03% | 0,03%  | 0,04%  | 0,04%  | 0,01%  | 0,00%  | 0,01%     | 0,01%   | 0,01%    | 0,00%    |
| 2012 | 0,00%   | 0,00%    | 0,01% | 0,01%  | 0,01%  | 0,01%  | 0,01%  | 0,01%  | 0,01%     | 0,01%   | 0,01%    | 0,00%    |
| 2013 |         |          |       |        |        |        |        |        |           |         |          |          |

*Giorno medio mensile su target individui 4+.

## Loghi

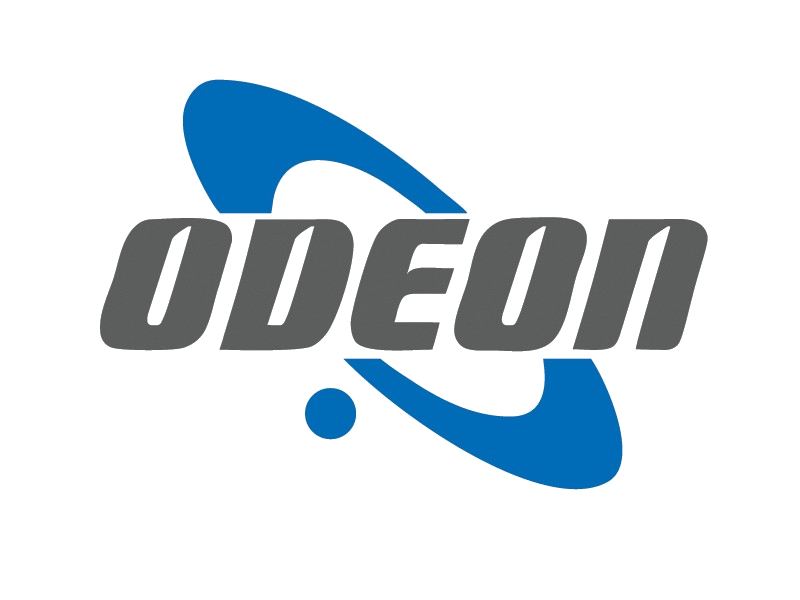
1987-2007
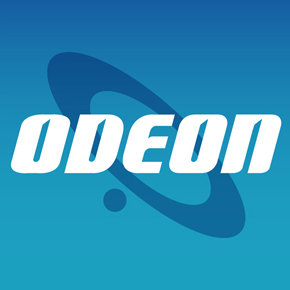
2007-2014
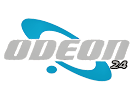
In uso dal 2014